# Wielatycze (obwód brzeski)
Wielatycze (biał. Вяляцічы; ros. Велятичи) – wieś na Białorusi, w obwodzie brzeskim, w rejonie pińskim, w sielsowiecie Pleszczyce, nad doliną Prypeci.
Znajduje się tu parafialna cerkiew prawosławna pw. Narodzenia Matki Bożej.

## Historia
Dawniej wieś i majątek ziemski. W dwudziestoleciu międzywojennym leżały w Polsce, w województwie poleskim, w powiecie pińskim, w gminie Lemieszewicze. Po II wojnie światowej w granicach Związku Sowieckiego. Od 1991 w niepodległej Białorusi.